# كلينتون غريفز
كلينتون غريفز (بالإنجليزية: Clinton Greaves)‏ هو جندي أمريكي، ولد في 12 أغسطس 1855 في مقاطعة ماديسون في الولايات المتحدة، وتوفي في 18 أغسطس 1906.